# Podmornice razreda Kondor
Razred Kondor (rusko Проект 945А Кондор, Projekt 945A Kondor – kondor) je razred jurišnih jedrskih podmornic Sovjetske in Ruske vojne mornarice. To je edini razred jedrskih podmornic s trupom iz titana trenutno v uporabi. 

## Zgodovina
Dinamičen razvoj ameriških jurišnih jedrskih podmornic v 1970-ih letih (leta 1972 je bil razvit nov dizajn Projekt 688) je razlog za načrtovanje jurišnih jedrskih podmornic tretje generacije v Sovjetski vojni mornarici. Marca 1972 je bil naročen razvoj prvega razreda nove generacije, razreda Barakuda (Projekt 945), ki je bil načrtovan kot zamenjava za razred Ščuka. Konstruiran je bil v Osrednjem konstruktorskem biroju Lazurit pod vodstvom glavnega konstruktorja Nikolaja Kvaše.
Razred je bil revolucionaren zaradi uporabe titana (edini drugi razred sovjetskih ali ruskih podmornic iz titana je bil razred Lira), ki je kot lahek in močan material omogočal potapljanje na večje globine, manjšo hrupnost, večjo odpornost na torpedne napade in veliko manjše magnetno polje podmornice. Na podmornice razreda Barakuda je bil nameščen najnovejši tlačnovodni reaktor OK-650, s katerim so bile pred tem opremljene tudi podmornice razredov Granit in Akula. Jedrski reaktor ima prostornino 43.000 l, opremljen je z eno parno turbino, štirimi generatorji pare, dvema glavnima obtočnima črpalkama v prvem in tremi v tretjem hladilnem krogu. Ima dva turbogeneratorja izmeničnega toka in dva kondenzatorja. Podmornice so opremljene s sonarskim sistemom MGK-503 Skat, ki ima zaradi manjše hrupnosti lastne podmornice podvojen doseg odkrivanja glede na predhodne razrede. Razred je bil specializiran za protipodmorniško bojevanje. Podmornice izboljšanega razreda Kondor imajo manjši krog obračanja (360°) kot katerakoli druga sodobna podmornica. Bile so hitrejše od ameriških jedrskih podmornic in so se lahko potapljale na večje globine (testna globina 600 m, razred Los Angeles okrog 450 m).
Sovjetska vojna mornarica je sprva načrtovala nakup večjega števila podmornic (30 enot), vendar je zaradi velikih stroškov izdelave, povezanih s ceno titana, pripravila cenejši razred jeklenih jedrskih jurišnih podmornic Ščuka-B, ki je tehnološko naslednik razreda Barakuda (za oba razreda je značilna visoka stopnja avtomatizacije, dediščina razvoja razreda Lira). 
V ladjedelnici Krasnoje Sormovo sta bili izdelani dve podmornici razreda Barakuda in dve podmornici izboljšanega razreda Kondor (Projekt 945A). Položen je bil tudi gredelj prve podmornice dodatno izboljšanega razreda Mars (Projekt 945AB), ki pa ni bila nikoli dokončana.
Podmornici razreda Kondor sta še vedno aktivni v Severni floti Ruske vojne mornarice in sta oktobra 2019 sodelovali v največjih podmorniških vajah Ruske vojne mornarice po razpadu Sovjetske zveze v Norveškem morju, z desetimi podmornicami (osmimi jedrskimi in dvema dizel-električnima).

## Enote
| Ime            | Projekt | Gredelj položen  | Splavljena     | Predana            | Flota         | Stanje                       |
| -------------- | ------- | ---------------- | -------------- | ------------------ | ------------- | ---------------------------- |
| Karp           | 945     | 20. julij 1979   | 29. julij 1983 | 29. september 1984 | Severna flota | Upokojena                    |
| Kostroma       | 945     | 21. april 1984   | 26. julij 1986 | 27. november 1987  | Severna flota | Upokojena                    |
| Nižni Novgorod | 945A    | 15. februar 1986 | 8. julij 1989  | 26. december 1990  | Severna flota | Aktivna po remontu 2002–2008 |
| Pskov          | 945A    | 29. junij 1989   | 28. julij 1992 | 17. december 1993  | Severna flota | Aktivna po remontu 2011–2015 |